# Copa de las Naciones de la OFC
La Copa de las Naciones de la OFC (en inglés: OFC Nations Cup) es el torneo internacional de selecciones masculinas de fútbol más importante de Oceanía.
Surgió como un campeonato que se disputaba de manera intermitente con el nombre de "Copa de Oceanía". Bajo este formato tuvieron lugar las dos primeras ediciones en 1973 y 1980, que ganaron Nueva Zelanda y Australia respectivamente. Cuando la FIFA decidió hacerse cargo de la Copa Rey Fahd y convertirla en la Copa Confederaciones, un requisito fue que cada confederación contara con un torneo continental propio que se dispute periódicamente.
Bajo este contexto se disputó en 1996 la primera edición del torneo moderno con apenas cuatro equipos y un sistema de eliminación directa. El formato y el número de selecciones participantes pasaron por diversos cambios en los torneos subsiguientes hasta amoldarse en ocho conjuntos que se dividen en dos grupos de cuatro con una posterior eliminación directa.
La selección que más campeonatos ha obtenido es Nueva Zelanda con seis, que a su vez es la única que ha participado en las diez ediciones que se han disputado. Australia, cuya Federación de Fútbol abandonó la OFC en 2006 para irse a la Asiática, ganó cuatro torneos; y Tahití obtuvo el título en la edición de 2012. Además de estos, las Islas Salomón, Nueva Caledonia, Papúa Nueva Guinea y Vanuatu han sido todos al menos subcampeones en una ocasión.

## Historia

### Primeros años
En 1973 la Confederación de Fútbol de Oceanía se dispuso a organizar un torneo continental de selecciones. Hasta ese momento, el único campeonato de la región era el torneo de fútbol de los Juegos del Pacífico Sur, que solo incluía a los combinados del Pacífico, es decir, excluía tanto a Australia como a Nueva Zelanda. La primera edición tuvo lugar en Nueva Zelanda y contó con la importante ausencia del seleccionado australiano, ya que estos habían abandonado la OFC en 1972 con la finalidad de unirse a la AFC. Fue así como la selección local se quedó con el primer título en juego.
Recién en 1980 volvería a tener lugar otra edición. Se disputó en Nueva Caledonia y el número de participantes se vio aumentado a ocho, a diferencia de los cinco que habían disputado el torneo de 1973. Australia, que había regresado a la OFC en 1978, obtuvo su primer título.

### Nueva época
Luego de la edición de 1995, la segunda, de la Copa Rey Fahd, la FIFA comenzó a encargarse de la organización de dicho torneo y la renombró como Copa Confederaciones. Esto exigía que las seis confederaciones tuvieran cada una un torneo continental que contribuyera con un clasificado y la OFC era la única que hasta entonces no contaba con un torneo organizado de manera regular; de hecho, había sido la única confederación sin un representante en la Copa Rey Fahd 1995.
Fue así como se creó la moderna Copa de las Naciones de la OFC cuya primera edición fue la de 1996. Contó con apenas cuatro equipos en un sistema de eliminación directa en el que de hecho la semifinal entre Australia y Nueva Zelanda correspondía también a la edición 1995 de la Copa Trans-Tasman, un torneo amistoso que ambos seleccionados solían disputar entre sí. Esto implicó que los seis partidos del torneo se disputaran en el marco de un año: el primero tuvo lugar el 10 de noviembre de 1995 y el último el 1 de noviembre de 1996. Por otra parte, fue la primera vez que existió un proceso clasificatorio. Las Islas Salomón y Tahití accedieron al campeonato luego de ganar en 1994 la Copa Melanesia y la Copa Polinesia respectivamente. Finalmente, los Socceroos derrotarían a Tahití en la final para obtener su segundo título.
A partir de entonces, el torneo comenzó a disputarse de forma bianual y con un formato de fase de grupos y posterior eliminación directa, con la participación de seis seleccionados, que en 2002 aumentaría a ocho. En el marco de estas tres ediciones, Nueva Zelanda derrotó en dos ocasiones a Australia en la final —1998 y 2002—, mientras que los Socceroos vencieron a los All Whites en el partido definitorio de la edición 2000.

### El torneo como clasificación a la Copa Mundial
Para la edición 2004 ocurrió un cambio de formato. El número de participantes se redujo a seis, que primero se enfrentaron todos entre sí, para decidir a los dos clasificados a una final a ida y vuelta. Pero lo que comenzó a suceder a partir de esta edición fue que el torneo comenzó a formar parte de la clasificación de la OFC para la Copa Mundial. Los dos primeros del único grupo no solo clasificaban al partido decisivo por el título, sino también a otra final en la que se determinaba el equipo oceánico que disputaría la repesca intercontinental por un lugar en la Copa Mundial de 2006. Australia venció a las Islas Salomón y ganó su cuarto y último título, ya que en 2006 abandonaría de manera definitiva la OFC para unirse a la AFC.
Un nuevo formato fue utilizado en el campeonato de 2008, a su vez que el torneo comenzó a disputarse cada cuatro años y no dos como había sido hasta entonces. Las cuatro selecciones participantes se enfrentaron en un sistema de todos contra todos a ida y vuelta. Nueva Zelanda, que fue la que más puntos cosechó, ganó el título y clasificó a la repesca por una plaza en la Copa Mundial de 2010.
Las ediciones de 2012 y 2016 vieron el regreso del formato con una fase de grupos y posterior eliminación directa. Además, fue la fase de grupos la que solo tuvo incidencia en la clasificación a la Copa Mundial, determinando los clasificados a rondas posteriores; a diferencia de 2008 donde el ganador del torneo era también el ganador del proceso eliminatorio al Mundial. Tahití ganó el campeonato de 2012, siendo la primera selección además de Australia y Nueva Zelanda en lograrlo, mientras que los All Whites obtendrían su quinto título en 2016. Sin embargo la edición de 2020 se iba a realizar en Nueva Zelanda pero fue oficialmente cancelado debido a la pandemia de enfermedad de COVID-19.

## Ediciones
| Edición | Año          | Sede               | Campeón       | Resultado      | Segundo lugar      | Tercer lugar    | Resultado     | Cuarto lugar    |               |
| ------- | ------------ | ------------------ | ------------- | -------------- | ------------------ | --------------- | ------------- | --------------- | ------------- |
| 1       | 1973 Detalle | Nueva Zelanda      | Nueva Zelanda | 2:0            | Tahití             | Nueva Caledonia | 2:1           | Nuevas Hébridas |               |
| 2       | 1980 Detalle | Nueva Caledonia    | Australia     | 4:2            | Tahití             | Nueva Caledonia | 2:1           | Fiyi            |               |
| 3       | 1996 Detalle | Oceanía            | Australia     | 6:0 5:0        | Tahití             | Nueva Zelanda   | [ n 1 ]       | Islas Salomón   |               |
| 4       | 1998 Detalle | Australia          | Nueva Zelanda | 1:0            | Australia          | Fiyi            | 4:2           | Tahití          |               |
| 5       | 2000 Detalle | Polinesia Francesa | Australia     | 2:0            | Nueva Zelanda      | Islas Salomón   | 2:1           | Vanuatu         |               |
| 6       | 2002 Detalle | Nueva Zelanda      | Nueva Zelanda | 1:0            | Australia          | Tahití          | 1:0           | Vanuatu         |               |
| 7       | 2004 Detalle | Australia          | Australia     | 5:1 6:0        | Islas Salomón      | Nueva Zelanda   | Lig.          | Fiyi            |               |
| 8       | 2008 Detalle | Oceanía            | Nueva Zelanda | Lig.           | Nueva Caledonia    | Fiyi            | Lig.          | Vanuatu         |               |
| 9       | 2012 Detalle | Islas Salomón      | Tahití        | 1:0            | Nueva Caledonia    | Nueva Zelanda   | 4:3           | Islas Salomón   |               |
| 10      | 2016 Detalle | Papúa Nueva Guinea | Nueva Zelanda | 0:0 (4:2 pen.) | Papúa Nueva Guinea | Nueva Caledonia | [ n 2 ]       | Islas Salomón   |               |
|         | 2020 Detalle | Nueva Zelanda      | No se realizó | No se realizó  | No se realizó      | No se realizó   | No se realizó | No se realizó   | No se realizó |
| 11      | 2024 Detalle | Fiyi y Vanuatu     | Nueva Zelanda | 3:0            | Vanuatu            | Tahití          | 2:1           | Fiyi            |               |

## Palmarés
La siguiente lista muestra a las selecciones que han estado entre los cuatro mejores equipos en alguna edición del torneo. En cursiva, los años en que el equipo logró dicha posición como local.
| Equipo             | Campeón                                | Subcampeón           | Tercer lugar         | Cuarto lugar               |
| ------------------ | -------------------------------------- | -------------------- | -------------------- | -------------------------- |
| Nueva Zelanda      | 6 (1973, 1998, 2002, 2008, 2016, 2024) | 1 (2000)             | 3 (1996, 2004, 2012) |                            |
| Australia          | 4 (1980, 1996, 2000, 2004)             | 2 (1998, 2002)       |                      |                            |
| Tahití             | 1 (2012)                               | 3 (1973, 1980, 1996) | 2 (2002, 2024)       | 1 (1998)                   |
| Nueva Caledonia    |                                        | 2 (2008, 2012)       | 3 (1973, 1980, 2016) |                            |
| Islas Salomón      |                                        | 1 (2004)             | 1 (2000)             | 3 (1996, 2012, 2016)       |
| Vanuatu            |                                        | 1 (2024)             |                      | 4 (1973, 2000, 2002, 2008) |
| Papúa Nueva Guinea |                                        | 1 (2016)             |                      |                            |
| Fiyi               |                                        |                      | 2 (1998, 2008)       | 3 (1980, 2004, 2024)       |

## Estadísticas

### Tabla acumulada
|      | Equipo             | PM | Resultados | Resultados | Resultados | Resultados | Resultados | Resultados | Resultados | Resultados | Participación | Participación | Participación | Participación | Participación | Participación | Participación | Participación | Participación | Participación | Participación | Participación |
| Pts. | Equipo             | PM | PJ         | PG         | PE         | PP         | GF         | GC         | Dif.       | Rnd        | 73            | 80            | 96            | 98            | 00            | 02            | 04            | 08            | 12            | 16            | 24            |               |
| ---- | ------------------ | -- | ---------- | ---------- | ---------- | ---------- | ---------- | ---------- | ---------- | ---------- | ------------- | ------------- | ------------- | ------------- | ------------- | ------------- | ------------- | ------------- | ------------- | ------------- | ------------- | ------------- |
| 1.º  | Nueva Zelanda      | 11 | 112        | 48         | 36         | 4          | 8          | 125        | 39         | 86         | 77,8%         |               | 5.º           | 3.º           |               | 2.º           |               | 3.º           |               | 3.º           |               |               |
| 2.º  | Australia          | 6  | 74         | 28         | 24         | 2          | 2          | 142        | 13         | 129        | 88%           |               |               |               | 2.º           |               | 2.º           |               |               |               |               |               |
| 3.º  | Tahití             | 10 | 66         | 42         | 20         | 6          | 16         | 86         | 89         | -3         | 52,4%         | 2.º           | 2.º           | 2.º           | 4.º           | 5.º           | 3.º           | 5.º           |               |               | 5.º           | 3.º           |
| 4.º  | Nueva Caledonia    | 6  | 40         | 27         | 12         | 4          | 11         | 65         | 52         | 13         | 49,3%         | 3.º           | 3.º           |               |               |               | 8.º           |               | 2.º           | 2.º           | 3.º           |               |
| 5.º  | Fiyi               | 9  | 40         | 37         | 12         | 4          | 21         | 56         | 73         | -17        | 36%           | 5.º           | 4.º           |               | 3.º           |               | 5.º           | 4.º           | 3.º           | 6.º           | 6.º           | 4.º           |
| 6.º  | Vanuatu            | 10 | 32         | 39         | 10         | 2          | 27         | 44         | 94         | -50        | 27,4%         | 4.º           | 7.º           |               | 5.º           | 4.º           | 4.º           | 6.º           | 4.º           | 5.º           | 7.º           | 2.º           |
| 7.º  | Islas Salomón      | 9  | 25         | 30         | 7          | 4          | 19         | 31         | 73         | -42        | 27,8%         |               | 8.º           | 4.º           |               | 3.º           | 6.º           | 2.º           |               | 4.º           | 4.º           | 6.º           |
| 8.º  | Papúa Nueva Guinea | 5  | 18         | 17         | 4          | 6          | 7          | 27         | 49         | -22        | 35,3%         |               | 6.º           |               |               |               | 7.º           |               |               | 7.º           | 2.º           | 5.º           |
| 9.º  | Islas Cook         | 2  | 0          | 4          | 0          | 0          | 4          | 1          | 41         | -40        | 0%            |               |               |               | 6.º           | 6.º           |               |               |               |               |               |               |
| 10.º | Samoa              | 3  | 0          | 9          | 0          | 0          | 9          | 2          | 56         | -54        | 0%            |               |               |               |               |               |               |               |               | 8.º           | 8.º           | 7.º           |

### Participaciones
| N.º de part. | Selección          | Año                                                              |
| ------------ | ------------------ | ---------------------------------------------------------------- |
| 11           | Nueva Zelanda      | 1973, 1980, 1996, 1998, 2000, 2002, 2004, 2008, 2012, 2016, 2024 |
| 10           | Tahití             | 1973, 1980, 1996, 1998, 2000, 2002, 2004, 2012, 2016, 2024       |
| 10           | Vanuatu            | 1973, 1980, 1998, 2000, 2002, 2004, 2008, 2012, 2016, 2024       |
| 9            | Fiyi               | 1973, 1980, 1998, 2002, 2004, 2008, 2012, 2016, 2024             |
| 9            | Islas Salomón      | 1980, 1996, 1998, 2000, 2002, 2004, 2012, 2016, 2024             |
| 6            | Australia          | 1980, 1996, 1998, 2000, 2002, 2004                               |
| 6            | Nueva Caledonia    | 1973, 1980, 2002, 2008, 2012, 2016                               |
| 5            | Papúa Nueva Guinea | 1980, 2002, 2012, 2016, 2024                                     |
| 3            | Samoa              | 2012, 2016, 2024                                                 |
| 2            | Islas Cook         | 1998, 2000                                                       |

Sin participación en fase final:  Samoa Americana,  Kiribati,  Niue,  Tonga,  Tuvalu,  Palaos

### Goleadores por edición
| Año  | Jugador                                  | Equipo                               | Goles |
| ---- | ---------------------------------------- | ------------------------------------ | ----- |
| 1973 | Alan Marley Segin Wayewol Erroll Bennett | Nueva Zelanda Nueva Caledonia Tahití | 3     |
| 1980 | Ian Hunter Eddie Krncevic                | Australia                            | 5     |
| 1996 | Kris Trajanovski                         | Australia                            | 7     |
| 1998 | Damian Mori                              | Australia                            | 10    |
| 2000 | Craig Foster Clayton Zane                | Australia                            | 5     |
| 2002 | Joel Porter                              | Australia                            | 6     |
| 2004 | Tim Cahill Vaughan Coveny                | Australia Nueva Zelanda              | 6     |
| 2008 | Shane Smeltz                             | Nueva Zelanda                        | 8     |
| 2012 | Jacques Haeko                            | Nueva Caledonia                      | 6     |
| 2016 | Raymond Gunemba                          | Papúa Nueva Guinea                   | 5     |
| 2024 | Roy Krishna                              | Fiyi                                 | 5     |

### Goleadores históricos
| Jugador          | Selección       | Goles | PJ | Prom | Edición/es                             |
| ---------------- | --------------- | ----- | -- | ---- | -------------------------------------- |
| Damian Mori      | Australia       | 14    | 10 | 1.40 | 1996 (1), 1998 (10), 2002 (3)          |
| Kris Trajanovski | Australia       | 11    | 6  | 1.83 | 1996 (7), 1998 (4)                     |
| Vaughan Coveny   | Nueva Zelanda   | 10    | 11 | 0.91 | 1996 (0), 1998 (4), 2004 (6)           |
| Shane Smeltz     | Nueva Zelanda   | 10    | 11 | 0.91 | 2004 (0), 2008 (8), 2012 (2)           |
| Roy Krishna      | Fiyi            | 10    | 17 | 0.59 | 2008 (2), 2012 (0), 2016 (3), 2024 (5) |
| Chris Wood       | Nueva Zelanda   | 9     | 8  | 1.13 | 2012 (5), 2016 (4)                     |
| Teaonui Tehau    | Tahití          | 9     | 12 | 0.75 | 2012 (2), 2016 (4), 2024 (3)           |
| Chris Killen     | Nueva Zelanda   | 7     | 12 | 0.58 | 2000 (2), 2002 (5), 2008 (0), 2012 (0) |
| Commins Menapi   | Islas Salomón   | 7     | 14 | 0.50 | 2000 (2), 2002 (1), 2004 (4)           |
| Tim Cahill       | Australia       | 6     | 3  | 2.00 | 2004 (6)                               |
| Joel Porter      | Australia       | 6     | 4  | 1.50 | 2002 (6)                               |
| Jacques Haeko    | Nueva Caledonia | 6     | 5  | 1.20 | 2012 (6)                               |
| Alvin Tehau      | Tahití          | 6     | 9  | 0.67 | 2012 (4), 2016 (2), 2024 (0)           |
| Paul Trimboli    | Australia       | 6     | 12 | 0.50 | 1996 (1), 1998 (3), 2002 (2)           |

### Mayores goleadas
| Selección       | Resultado | Selección          | Edición                 |
| --------------- | --------- | ------------------ | ----------------------- |
| Australia       | 17 - 0    | Islas Cook         | Polinesia Francesa 2000 |
| Australia       | 16 - 0    | Islas Cook         | Australia 1998          |
| Tahití          | 12 - 1    | Islas Salomón      | Nueva Caledonia 1980    |
| Australia       | 11 - 0    | Nueva Caledonia    | Nueva Zelanda 2002      |
| Australia       | 11 - 2    | Papúa Nueva Guinea | Nueva Caledonia 1980    |
| Nueva Zelanda   | 9 - 1     | Papúa Nueva Guinea | Nueva Zelanda 2002      |
| Fiyi            | 9 - 1     | Samoa              | Fiyi / Vanuatu 2024     |
| Australia       | 8 - 0     | Fiyi               | Nueva Zelanda 2002      |
| Nueva Caledonia | 8 - 0     | Papúa Nueva Guinea | Nueva Caledonia 1980    |
| Australia       | 8 - 0     | Nueva Caledonia    | Nueva Caledonia 1980    |
| Nueva Zelanda   | 8 - 1     | Vanuatu            | Australia 1998          |

## Entrenadores campeones
| Año  | País campeón  | Seleccionador  |
| ---- | ------------- | -------------- |
| 1973 | Nueva Zelanda | Barrie Truman  |
| 1980 | Australia     | Rudi Gutendorf |
| 1996 | Australia     | Eddie Thomson  |
| 1998 | Nueva Zelanda | Ken Dugdale    |
| 2000 | Australia     | Frank Farina   |
| 2002 | Nueva Zelanda | Mick Waitt     |
| 2004 | Australia     | Frank Farina   |
| 2008 | Nueva Zelanda | Ricki Herbert  |
| 2012 | Tahití        | Eddy Etaeta    |
| 2016 | Nueva Zelanda | Anthony Hudson |
| 2024 | Nueva Zelanda | Darren Bazeley |